# Boter (Freigelassener)
Boter war ein Freigelassener des späteren römischen Kaisers Claudius.
Boter galt als Vater Claudias, der Tochter von Claudius’ erster Ehefrau Plautia Urgulanilla, von der dieser sich wohl 24 wegen Ehebruchs hatte scheiden lassen. Ansonsten ist über ihn nichts bekannt.